# 塩浜地区
塩浜地区（しおはまちく）は、三重県四日市市の地区の一つ。1930年に四日市市に編入された三重郡塩浜村の村域にあたり、四日市市役所塩浜地区市民センターの管轄区域である。

## 概要
市内南部の伊勢湾沿岸部の総称である。
古くは鈴鹿川沿いに（磯津漁港）がある漁村だった。しかし、四日市コンビナートの建設を契機とする急速な工業化の結果、四日市ぜんそくの被害地区となった。近鉄塩浜駅は急行停車駅である。三重交通労働組合出身者の福田香史四日市市議会議員と四日市市内の公務員組織の自治労出身者の前川辰男四日市市議会議員など日本社会党労働組合出身者の支持基盤地域であった。
- 北部の海山道駅周辺は（旧・四日市市立三浜小学校区）塩浜の第二小学校地区及び曙町の工業系の株式会社の社宅地域である。付近に海山道稲荷神社がある。南部（塩浜小学校区）は飛び地の漁村集落の磯津地区と塩浜駅商店街と埋め立て地の四日市コンビナートの塩浜工業地域である。公害（四日市ぜんそく）対策で、小学校と中学校が移転した。

### 地名の由来
地名の由来は、古代から製塩が盛んな村であった事。製塩は近世初期が全盛期であった。
塩浜地区出身の田中覚（三重県知事）を由来とする新しい町が戦後になって造成された。「三重田中覚」の意味で（三田町）と命名された。

### 東洋紡績塩浜工場社宅跡地の宝町
昭和7年に東洋毛糸紡績四日市工場が誘致された。馳池西部進出時に工場社宅として造成された地域が東洋毛糸紡績四日市工場の付近の宝町。東紡社宅と呼ばれていた地域。昭和27年の臨海土地区画整備事業による町名新設で馳池大字宝島から宝町に改名された。。
東洋紡社員の住所地域の社宅造成工事で大字宝島が四日市市塩浜地区の宝町になる。東洋紡績塩浜工場は周囲東西300ｍ南北500ｍの広大な敷地に立地するコンクリート塀15000㎡の壁に囲まれた毛糸製造部の専門工場。四日市コンビナートと四日市港と塩浜貨物駅を利用した都市部に立地する毛糸専門工場であった。南半分は工場で北半分は工場社宅寄宿舎と稲荷神社公園の運動場と診療所・浴場・売店・理髪店・会社更生施設の東洋紡住民の都市街であった。昭和56年の東洋紡の企業整備事業で塩浜工場の南部をコスモ電子（東洋紡の関連会社に土地売却）工場用地に変更。塩浜工場社宅跡地の宝町の残り北半分（東洋紡住民の都市街）の土地を太陽化学・クノール食品の工場に用地変更。

## 地理

### 面積
- 面積は7.44 km2

### 地形

#### 河川
主な川
- 鈴鹿川

## 歴史

### 沿革
- 三重郡塩浜村が1889年（明治22年）に成立する。
- 1930年（昭和5年）に四日市市に編入される。